# Aeroportul Tchongorove
Aeroportul Tchongorove (IATA: IGE, ICAO: FOOI) este un aeroport din Gabon.
Situat la o altitudine de 6 m, aeroportul dispune de o singură pistă.